# Martín Merquelanz
Martín Merquelanz Castellanos (Irun, 12 giugno 1995) è un calciatore spagnolo, attaccante svincolato.

## Carriera
Cresciuto nel settore giovanile della Real Sociedad, dopo aver disputato quattro stagioni con la seconda squadra, il 14 agosto 2018 firma un contratto biennale con il club basco, venendo inserito nella rosa della prima squadra. Il 31 agosto seguente, durante la partita di debutto in Liga, dopo soli cinque minuti dal suo ingresso in campo si rompe il legamento crociato anteriore del ginocchio destro, dovendo così saltare il resto della stagione.
Il 19 luglio 2019 viene quindi ceduto in prestito al Mirandés, con cui disputa un'ottima stagione a livello individuale.
Rientrato alla Real Sociedad, il 9 agosto 2020 prolunga fino al 2025 con i biancoblù.
Il 10 agosto 2021 viene ceduto in prestito al Rayo Vallecano.
Dopo 3 stagioni senza giocare una partita a causa di problemi costanti al ginocchio, il 23 luglio 2024 trova un accordo per la risoluzione del contratto con la Real Sociedad, diventando ufficialmente un calciatore svincolato.

## Statistiche

### Presenze e reti nei club
Statistiche aggiornate al 23 luglio 2024.
| Stagione               | Squadra                | Campionato             | Campionato | Campionato | Coppe nazionali | Coppe nazionali | Coppe nazionali | Coppe continentali | Coppe continentali | Coppe continentali | Altre coppe | Altre coppe | Altre coppe | Totale | Totale |
| Stagione               | Squadra                | Comp                   | Pres       | Reti       | Comp            | Pres            | Reti            | Comp               | Pres               | Reti               | Comp        | Pres        | Reti        | Pres   | Reti   |
| ---------------------- | ---------------------- | ---------------------- | ---------- | ---------- | --------------- | --------------- | --------------- | ------------------ | ------------------ | ------------------ | ----------- | ----------- | ----------- | ------ | ------ |
| 2014-2015              | Real Sociedad B        | SDB                    | 17         | 0          | -               | -               | -               | -                  | -                  | -                  | -           | -           | -           | 17     | 0      |
| 2015-2016              | Real Sociedad B        | SDB                    | 29         | 2          | -               | -               | -               | -                  | -                  | -                  | -           | -           | -           | 29     | 2      |
| 2016-2017              | Real Sociedad B        | SDB                    | 36         | 10         | -               | -               | -               | -                  | -                  | -                  | -           | -           | -           | 36     | 10     |
| 2017-2018              | Real Sociedad B        | SDB                    | 18         | 5          | -               | -               | -               | -                  | -                  | -                  | -           | -           | -           | 18     | 5      |
| Totale Real Sociedad B | Totale Real Sociedad B | Totale Real Sociedad B | 100        | 17         |                 | -               | -               |                    | -                  | -                  |             | -           | -           | 100    | 17     |
| 2018-2019              | Real Sociedad          | PD                     | 1          | 0          | CR              | 0               | 0               | -                  | -                  | -                  | -           | -           | -           | 1      | 0      |
| 2019-2020              | Mirandés               | SD                     | 36         | 15         | CR              | 7               | 2               | -                  | -                  | -                  | -           | -           | -           | 43     | 17     |
| 2020-2021              | Real Sociedad          | PD                     | 13         | 0          | CR              | 2               | 0               | UEL                | 2                  | 0                  | -           | -           | -           | 6      | 0      |
| Totale Real Sociedad   | Totale Real Sociedad   | Totale Real Sociedad   | 14         | 0          |                 | 2               | 0               |                    | 2                  | 0                  |             | -           | -           | 18     | 0      |
| 2021-2022              | Rayo Vallecano         | PD                     | 4          | 0          | CR              | 0               | 0               | -                  | -                  | -                  | -           | -           | -           | 4      | 0      |
| Totale carriera        | Totale carriera        | Totale carriera        | 154        | 32         |                 | 9               | 2               |                    | 2                  | 0                  |             | -           | -           | 165    | 34     |